# Sean St Ledger
Sean Patrick St Ledger-Hall (ur. 28 grudnia 1984 w Birmingham) – irlandzki piłkarz występujący na pozycji obrońcy. Zawodnik Colorado Rapids.

## Kariera klubowa
St Ledger zawodową karierę rozpoczynał w 2002 roku w angielskim klubie Peterborough United z Division Two. W tych rozgrywkach zadebiutował 18 marca 2003 roku w przegranym 1:2 pojedynku z Wycombe Wanderers. W 2004 roku, od stycznia do lutego przebywał na wypożyczeniu w zespole Stevenage z Conference National. Potem wrócił do Peterborough. W 2005 roku spadł z nim z League One do League Two. W Peterborough spędził jeszcze rok.
W 2006 roku St Ledger podpisał kontrakt z klubem Preston North End z Championship. Pierwszy ligowy mecz zaliczył tam 5 sierpnia 2006 roku przeciwko Sheffield Wednesday (0:0). 9 kwietnia 2007 roku w przegranym 2:3 spotkaniu z Southend United strzelił pierwszego gola w Championship.
We wrześniu 2009 roku został wypożyczony do drużyny Middlesbrough, także grającej w Championship. Zadebiutował tam 15 września 2009 roku w wygranym 3:1 ligowym pojedynku z Sheffield Wednesday. W grudniu 2009 roku St Ledger wrócił do Prestonu.
4 lipca 2011 roku podpisał trzyletni kontrakt z Leicester City. W marcu 2013 roku trafił na zasadzie wypożyczenia do Millwall, z którego powrócił w maju tego samego roku. 1 lipca 2014 roku jego kontrakt z "Lisami" wygasł, a on sam stał się wolnym zawodnikiem. Po 5 miesiącach spędzonych bez klubu został zakontraktowany przez Ipswich Town. Już po miesiącu St Ledger ponownie stał się wolnym zawodnikiem. 5 marca 2015 roku zasilił klub Orlando City SC, z którego jeszcze w sierpniu przeniósł się do Colorado Rapids.

## Kariera reprezentacyjna
St Ledger urodził się w Anglii, ale jego dziadek był Irlandczykiem z Carlow. W reprezentacji Irlandii zadebiutował 6 czerwca 2009 roku w zremisowanym 1:1 meczu eliminacji Mistrzostw Świata 2010 z Bułgarią. 10 października 2009 roku w zremisowanym 2:2 spotkaniu eliminacji Mistrzostw Świata 2010 z Włochami strzelił pierwszego gola w drużynie narodowej. 10 czerwca strzelił gola podczas Euro 2012 przeciwko Chorwacji w meczu przegranym 1:3.